# John Sell Cotman
John Sell Cotman (født 1782 i Norwich, død 24. juli 1842 i London) var en engelsk maler og raderer. 
Cotman sluttede sig i London under Thomas Girtin til den unge akvarelmalergruppe, udstillede 1800–10 en del fortrinlige og farvestrålende akvareller, hvor der, ofte på bekostning af naturalistisk gengivelse, er lagt stor vægt på dekorativ virkning, og var fra 1811 i længere tid sysselsat med raderinger, der gengav gammel bygningskunst (Etchings of Ancient Buildings; Ornamental Antiquities in Norfolk, 1812–18 etc.). Trange kår nødte ham ofte til rutinemæssigt brødarbejde. Men mange af hans landskabsakvareller og tegninger (en mængde i British Museum) hører til engelsk landskabskunsts bedste frembringelser. Han og John Crome var Norwichskolens bedste kræfter. 